# Pițigoi răsăritean
Pițigoiul răsăritean (Parus minor) este o pasăre mică cântătoare din ordinul paseriformelor, din familia pițigoilor, Paridae. Până de curând, această specie a fost clasificată ca subspecie de pițigoi mare (Parus major), dar studiile au indicat că cele două specii coexistă în estul îndepărtat al Rusiei fără a se hibridiza.
Specia a făcut titluri în martie 2016, când Toshitaka Suzuki și colegii au publicat un studiu în Nature Communications raportând dovezi ale compoziției sintactice în notele strigătului lor. Prima dată o astfel de sintaxă a fost demonstrată la un animal non-uman.

## Galerie

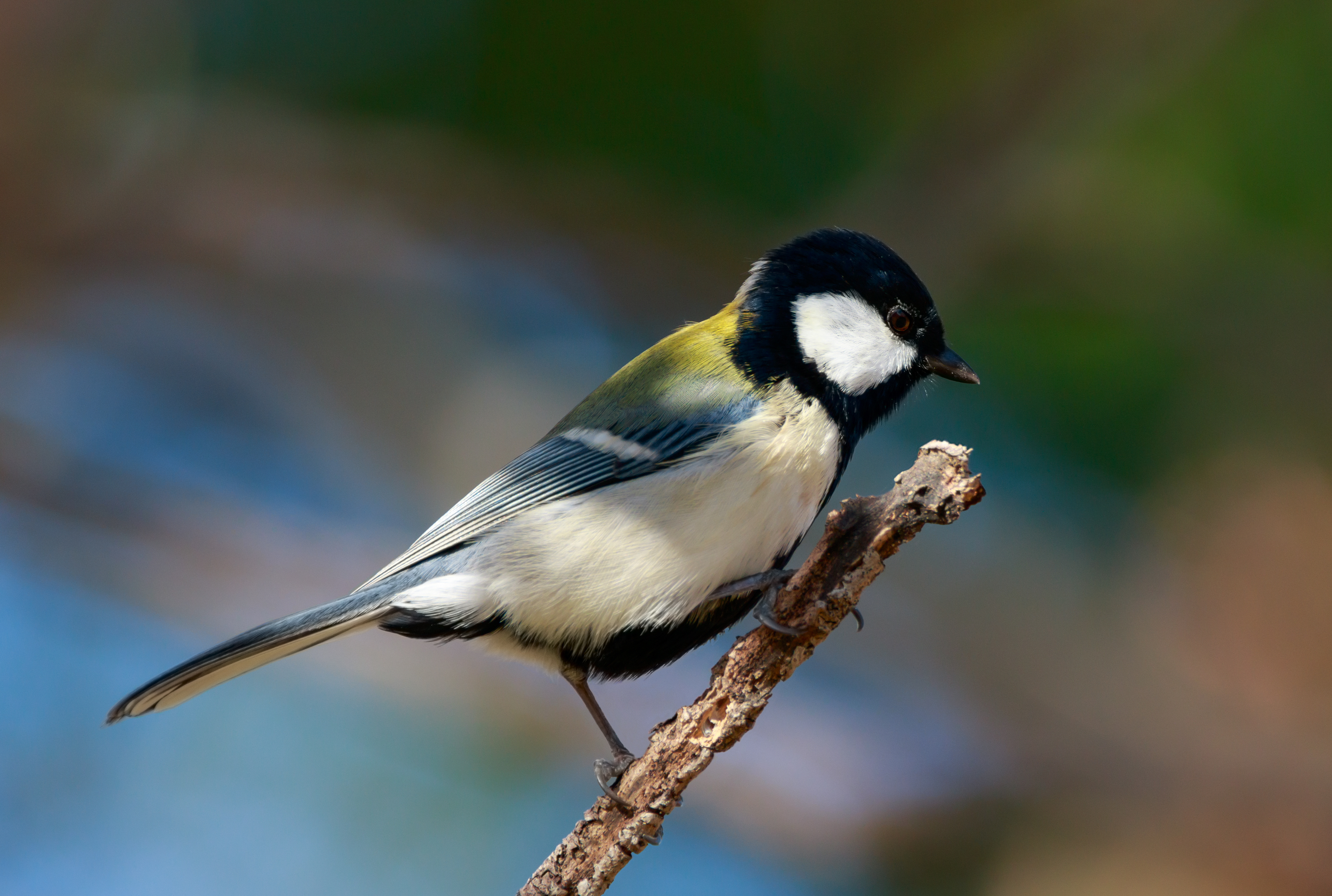
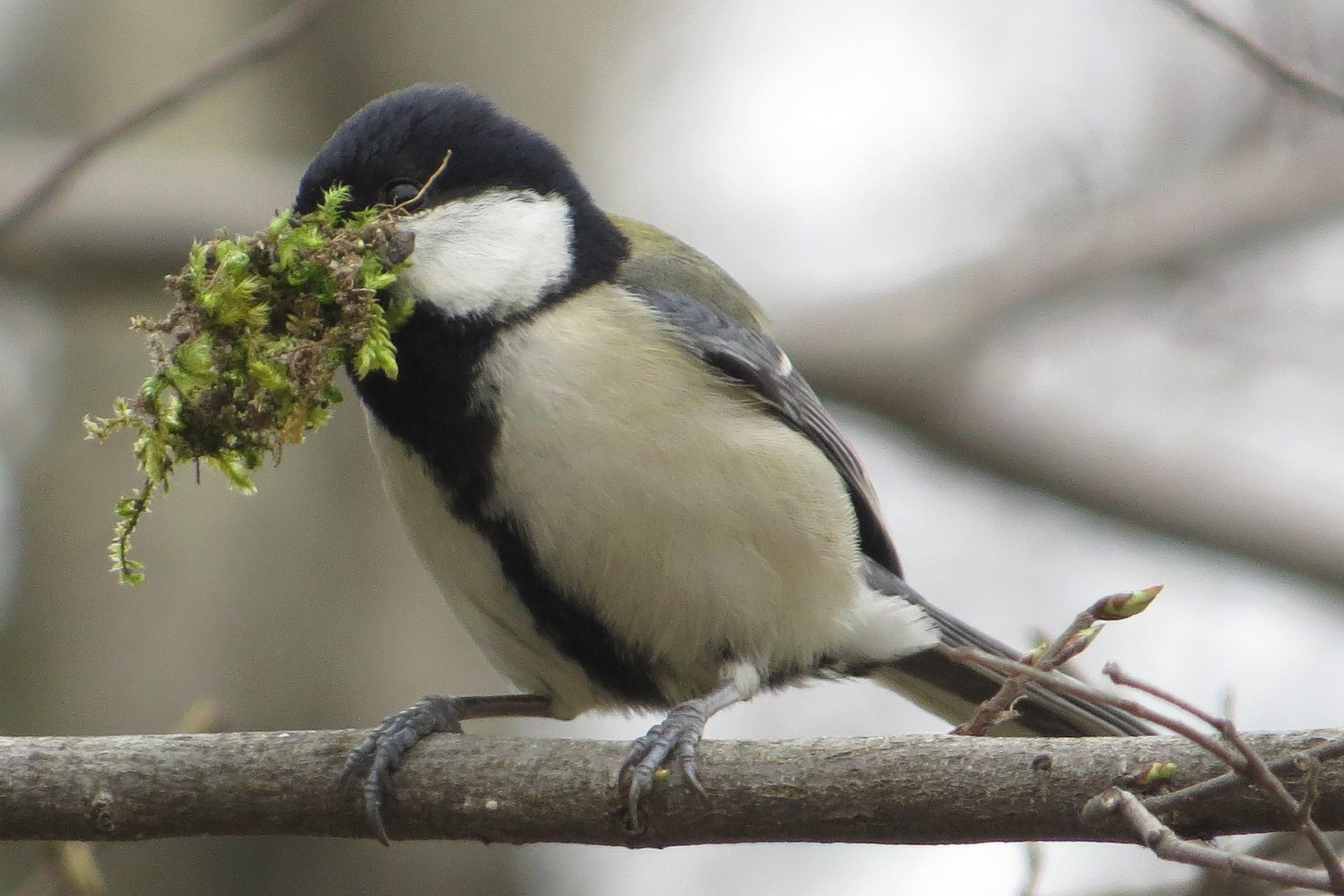
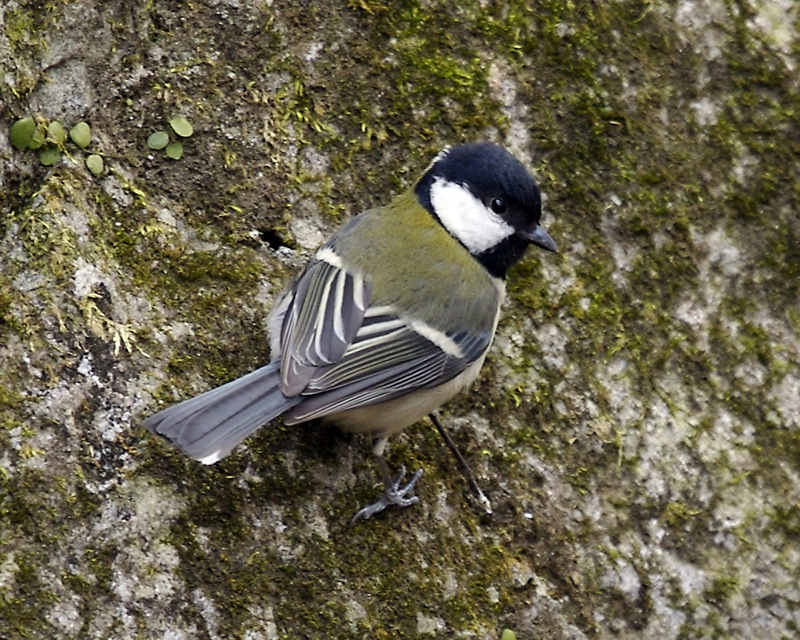